# Edward Daszkiewicz
Edward Daszkiewicz (ur. 18 marca 1944 w Mostiku w ZSRR) – polski polityk i przedsiębiorca, poseł na Sejm III kadencji.

## Życiorys
Urodził się w rodzinie zesłańców w Kazachstanie. W 1961 ukończył liceum ogólnokształcące w Łobzie, a w 1971 studia na Wydziale Budowy Maszyn i Okrętów Politechniki Szczecińskiej. W latach 1970–1986 pracował na kierowniczych stanowiskach w Dolnośląskich Zakładach Metalurgicznych „Dozamet” w Nowej Soli. Prowadził następnie prywatne przedsiębiorstwo w Starej Wsi.
Sprawował mandat posła III kadencji, wybranego w okręgu zielonogórskim, z ramienia Akcji Wyborczej Solidarność (rekomendowany przez Ruch Solidarni w Wyborach). W latach 90. był także radnym miejskim Nowej Soli. W 2001 przeszedł do Platformy Obywatelskiej, jednak z list tego ugrupowania nie uzyskał ponownie mandatu. Wycofał się z działalności politycznej i podjął pracę w Zakładach Chemicznych Police.
Jest działaczem Związku Sybiraków oraz Federacji Rodzin Katyńskich.
W 2013 odznaczony Krzyżem Kawalerskim Orderu Odrodzenia Polski.